# 赛朵活佛
赛朵活佛（藏語：གཟེ་སྟོད，威利转写：gze stod）又称赛多活佛，是青海塔尔寺主要活佛之一，同时也是赛朵寺的寺主活佛。目前共转十四世，前六世系追认。

## 历世赛朵活佛
| 世代   | 生卒年         | 姓名             |
| ------ | -------------- | ---------------- |
| 第一世 |                | 阿旺程列嘉措     |
| 第二世 | 1644年－1682年 | 罗桑程列南杰     |
| 第三世 | 1683年－1761年 | 阿旺丹白坚赞     |
| 第四世 |                | 阿旺坚白多杰     |
| 第五世 | 1786年－1839年 | 益西图旦嘉措     |
| 第六世 | 1845年－1915年 | 洛桑慈诚嘉措     |
| 第七世 | ？－1948年     |                  |
| 第八世 |                | 洛桑夏珠确吉坚赞 |